# Serie A 1985-1986 (pallamano maschile)
La Serie A 1985-1986 è stata la 17ª edizione del torneo di primo livello del campionato italiano di pallamano maschile.

Esso venne organizzato dalla Federazione Italiana Giuoco Handball.

Il torneo fu vinto dalla Pallamano Trieste per l'8ª volta nella sua storia.

A retrocedere in serie A2 furono il Südtiroler Sportverein Bozen, il Teramo Handball, l'ASV Milland e il C.S. Esercito Roma.

## Formula del torneo
Il torneo fu disputato da 16 squadre con la formula del girone unico all'italiana con partite di andata e ritorno; al termine della stagione la prima squadra classificata fu proclamata campione d'Italia mentre le ultime quattro furono retrocesse in serie A2; non furono previste promozioni per la ristrutturazione dei campionati che sarebbe partita dalla stagione 1986-1987.

## Squadre partecipanti
| Città                      | Club                          | Palasport | Sponsor        | Stagione precedente                 |
| -------------------------- | ----------------------------- | --------- | -------------- | ----------------------------------- |
| Bologna                    | Handball Club Bologna 1969    |           | Parimor Sarema | 2ª in Serie A - Gir. Nord 1984-1985 |
| Bolzano                    | Südtiroler Sportverein Bozen  |           | Loacker        | 3ª in Serie A - Gir. Nord 1984-1985 |
| Bressanone (BZ)            | ASV Milland                   |           | Volksbank      | Serie B 1984-1985                   |
| Bressanone (BZ)            | Südtiroler Sportverein Brixen |           | Gasser Speck   | 4ª in Serie A - Gir. Nord 1984-1985 |
| Conversano (BA)            | Handball Club Conversano      |           | D'Aragona      | 5ª in Serie A - Gir. Sud 1984-1985  |
| Gaeta (LT)                 | Sporting Club Gaeta           |           |                | 1ª in Serie A - Gir. Sud 1984-1985  |
| Imola (BO)                 | Handball Club Imola 1973      |           | Filomarket     | 3ª in Serie A - Gir. Sud 1984-1985  |
| Rimini                     | Pallamano Rimini              |           | Fabbri         | Serie B 1984-1985                   |
| Roma                       | Centro Sportivo Esercito      |           |                | 7ª in Serie A - Gir. Sud 1984-1985  |
| Rovereto (TN)              | Handball Club Rovereto        |           | Bavaria        | 5ª in Serie A - Gir. Nord 1984-1985 |
| Rubiera (RE)               | Pallamano Rubiera             |           | Cottodomus     | 6ª in Serie A - Gir. Nord 1984-1985 |
| San Giorgio a Cremano (NA) | Atletica San Giorgio          |           | Marianelli     | 6ª in Serie A - Gir. Sud 1984-1985  |
| Scafati (SA)               | Handball Scafati              |           | Champion       | 2ª in Serie A - Gir. Sud 1984-1985  |
| Siracusa                   | Ortigia Siracusa              |           |                | Serie B 1984-1985                   |
| Teramo                     | Teramo Handball               |           | Wampum         | 4ª in Serie A - Gir. Sud 1984-1985  |
| Trieste                    | Pallamano Trieste             |           | Cividin        | Campione d'Italia                   |

## Classifica
|  | Pos. | Squadra              | Pt | G  | V  | N | S  | GF  | GS  | D    | Note                                        |
|  | ---- | -------------------- | -- | -- | -- | - | -- | --- | --- | ---- | ------------------------------------------- |
|  | 1.   | Trieste              | 52 | 30 | 24 | 4 | 2  | 722 | 539 | +183 | Qualificato alla Coppa dei Campioni 1986-87 |
|  | 2.   | Scafati              | 50 | 30 | 22 | 6 | 2  | 887 | 706 | +181 |                                             |
|  | 3.   | Gaeta                | 44 | 30 | 20 | 4 | 6  | 772 | 661 | +111 | Qualificato alla IHF Cup 1986-87            |
|  | 4.   | Imola                | 42 | 30 | 18 | 6 | 6  | 792 | 703 | +89  |                                             |
|  | 5.   | Ortigia              | 41 | 30 | 18 | 5 | 7  | 706 | 613 | +93  |                                             |
|  | 6.   | Brixen               | 41 | 30 | 18 | 5 | 7  | 726 | 645 | +81  |                                             |
|  | 7.   | Rubiera              | 37 | 30 | 17 | 3 | 10 | 686 | 636 | +50  |                                             |
|  | 8.   | Rovereto             | 25 | 30 | 11 | 3 | 16 | 575 | 612 | -37  |                                             |
|  | 9.   | Atletica San Giorgio | 25 | 30 | 10 | 5 | 15 | 629 | 684 | -55  |                                             |
|  | 10.  | Bologna 1969         | 23 | 30 | 10 | 3 | 17 | 588 | 665 | -77  |                                             |
|  | 11.  | Pallamano Rimini     | 22 | 30 | 10 | 2 | 18 | 688 | 704 | -16  |                                             |
|  | 12.  | Conversano           | 22 | 30 | 11 | 0 | 19 | 691 | 741 | -50  |                                             |
|  | 13.  | Bozen                | 19 | 30 | 8  | 3 | 19 | 667 | 743 | -76  | Retrocesso in Serie A2 1986-87              |
|  | 14.  | Teramo               | 17 | 30 | 9  | 4 | 17 | 680 | 770 | -90  | Retrocesso in Serie A2 1986-87              |
|  | 15.  | Milland              | 8  | 30 | 3  | 2 | 25 | 615 | 801 | -276 | Retrocesso in Serie A2 1986-87              |
|  | 16.  | C.S. Esercito        | 7  | 30 | 2  | 3 | 25 | 569 | 770 | -201 | Retrocesso in Serie A2 1986-87              |

## Campioni
| Campione d'Italia 1985-1986 |
| --------------------------- |
| Pallamano Trieste 8º titolo |